# Messaoud Aït Abderrahmane
Messaoud Aït Abderrahmane (Mostaganem, 6 novembre 1970) è un ex calciatore algerino, di ruolo difensore o centrocampista.

## Carriera

### Club
Ha sempre giocato in squadre algerine.

### Nazionale
Ha fatto parte della Nazionale algerina vincitrice della Coppa d'Africa 1990.

## Palmarès

### Nazionale
- Coppa d'Africa: 1

Algeria 1990